# Prestation de compensation du handicap
La Prestation de compensation du handicap (PCH)  est une aide personnalisée française, versée par le département, destinée à financer les besoins liés à la perte d'autonomie des personnes handicapées. La PCH n'est pas une prestation financière tendant à assurer un revenu minimum, rôle de l’allocation aux adultes handicapées, elle est une prestation individualisée, qui vise à prendre en charge les dépenses humaines et techniques, liées à l’aménagement du logement ou du véhicule, ou encore les dépenses animalières liées au handicap.

## Historique
La Prestation de Compensation du Handicap remplace, à compter du 1er janvier 2006 , le dispositif de l’Allocation Compensatrice pour Tierce Personne (ACTP). Sa mise en place résulte de la loi du 11 février 2005 pour l’égalité des droits et des chances, la participation et la citoyenneté des personnes handicapées qui a modifié en profondeur la politique en faveur des personnes en situation de handicap. Celle-ci a consacré en particulier un droit à la compensation des effets du handicap par la solidarité nationale. L'accès à la prestation est améliorée par une loi du 6 mars 2020. Cette loi, dont l'initiative vient d'une proposition de loi de Philippe Berta rejoint les réflexions menées dans le cadre cinquième Conférence nationale du handicap (2018-2019) dont l’un des chantiers consistait à améliorer l’accès à la PCH.

## Contenu de la prestation
La Prestation de Compensation du Handicap est une aide financière destinée à financer les besoins liés à la perte d’autonomie des personnes handicapées. Elle comprend 5 formes d'aides : humaine, technique, aménagement du logement, transport, aide spécifique ou exceptionnelle, animalière.
Aides humaines : elle permet de rémunérer un service d'aide à domicile ou de dédommager un aidant familial.
Aide technique : elle est destinée à l'achat ou la location d'un matériel compensant le handicap.
Aide aménagement du logement : elle permet la prise en charge de l'aménagement du logement et de frais de déménagement.
Aide au transport : cette aide comprend l'aménagement du véhicule et les surcoûts liés aux trajets.
Aides spécifiques ou exceptionnelles : les charges spécifiques sont des dépenses permanentes et prévisibles liées au handicap et non prises en compte par un des autres éléments de la PCH. Les charges exceptionnelles sont des dépenses ponctuelles liées au handicap, non prises en compte par un des autres éléments de la PCH.

## Conditions d'attribution
La prestation de compensation du handicap s’adresse à toute personne handicapée qui remplit un certain nombre de conditions relatives au lieu de résidence et à l'âge et dont le handicap répond à des critères prenant notamment en compte la nature et l’importance des besoins de compensation. La PCH est attribuée sans condition de ressources mais le taux de prise de chaque dépense varie selon les ressources.
Âge : le personne doit avoir moins de 60 ans pour demander la PCH. Toutefois la demande est possible la PCH au-delà de 60 ans  si la personne remplissait déjà les conditions d'attribution avant 60 ans.
Résidence : la PCH est possible que la personne vive  en France à son domicile ou dans un établissement.
Autonomie : la difficulté rencontrée doit être une difficulté absolue pour la réalisation d'une activité importante du quotidien ou une difficulté grave pour la réalisation d'au moins 2 activités importantes du quotidien. C’est l’équipe pluridisciplinaire de la MDPH (maison départementale des personnes handicapées) qui évalue le degré de limitation dans les activités.

## Procédure
La demande de Prestation de compensation est exprimée sur un formulaire remis par la Maison départementale des personnes handicapées (MDPH). Une équipe pluridisciplinaire est ensuite chargée d’évaluer les besoins de la personne et son incapacité permanente sur la base de son projet de vie. Le bilan de l’évaluation des besoins et le plan proposé par l’équipe d’évaluation sont présentés à la Commission des droits et de l’autonomie des personnes handicapées.

## Données statistiques
En 2016 La PCH profite à 284 000 personnes, pour un coût global de 1,9 milliard d'euros. 
Les aides humaines représentaient 50,1 % des montants accordés, les aides techniques 16 %, les aménagements du logement ou du véhicule et les frais de transport 14,5 %, les charges exceptionnelles 19,2 %, les aides animalières 0,2 %. Le montant moyen de PCH avoisine les 750 euros.
L'âge moyen des bénéficiaires est de 46,5 ans et l'âge médian de 50 ans.